# Daniel (sang)
 For alternative betydninger, se Daniel (flertydig). (Se også artikler, som begynder med Daniel)
"Daniel" er en sang af den britiske sanger Elton John og skrevet af Bernie Taupin. Sangen er første sporet fra albummet Don't Shoot Me I'm Only the Piano Player (1973).
Sangen blev udgivet som anden singlen fra albummet i 1973. I USA nåede sangen nummer to på pop-hitliste og førstepladsen på adult contemporary-hitliste i foråret 1973. I Canada blev sangen Johns anden single nå førstepladsen, efter "Crocodile Rock" tidligere på året. I Storbritannien nåede sangen nummer fire på UK Singles Chart. I USA blev sangen certificeret guld den 13. oktober 1995 af Recording Industry Association of America.
Bernie Taupin skrev sangtekster mens inspireret af begivenhederne i Vietnam-krigen. Teksterne beskriver en fiktiv veteran, der var blindet som følge af krigen.

## Musikere
- Elton John – Fender Rhodes-el-klaver, Mellotron, vokal
- Davey Johnstone – akustisk guitar, banjo
- Dee Murray – basguitar
- Nigel Olsson – trommer, maracas
- Ken Scott – ARP-synthesizer

## Hitlister
| Hitliste (1973)                    | Placering |
| ---------------------------------- | --------- |
| Canada (RPM magazine)              | 1         |
| Nederlandene (Dutch Top 40)        | 14        |
| Nederlandene (GfK Singles Top 100) | 15        |
| Tyskland (Media Control Charts)    | 27        |
| Irland (Irish Singles Chart)       | 4         |
| New Zealand (Recorded Music NZ)    | 2         |
| Norge (VG-lista)                   | 8         |
| Schweiz (Schweizer Hitparade)      | 5         |
| Storbritannien (UK Singles Chart)  | 4         |
| USA (Billboard Hot 100)            | 2         |
| USA (Billboard Adult Contemporary) | 1         |
| USA (Cash Box Top 100)             | 2         |